# Erika Van Tielen
Erika Van Tielen (Borgerhout, 17 september 1983) is een Vlaamse actrice en presentatrice.

## Biografie
Van haar 14de tot haar 19de levensjaar deed Van Tielen geregeld modellenwerk en was ze te zien in een aantal reclamespots. In 2003 werd ze opgepikt als wrapster (omroeper) op de openbare jongerenzender Ketnet, een job die ze combineerde met haar studies Communicatiewetenschappen aan de Katholieke Universiteit Leuven. Ze bleef er een drietal jaar aan de slag en presenteerde er binnen die periode ook een aantal programma's, waaronder Hij komt, hij komt ... De intrede van de Sint. Ze fungeerde er ook tijdlang als zangeres van de Ketnetband.
Midden 2006 stapte Van Tielen over naar de Vlaamse Televisie Maatschappij, waar ze omroepster werd van het allereerste digitale themakanaal dat in Vlaanderen werd opgericht: VTMzomer. Ze kreeg nadien dezelfde functie bij de opvolger VTMkerst om uiteindelijk ook omroepster te worden van de commerciële hoofdzender VTM. Tegelijk was ze binnen het netwerk ook elk weekend te horen op radiozender Q-music.
In augustus 2008 keerde Van Tielen terug naar de openbare omroep VRT, ditmaal als presentatrice bij radiozender Studio Brussel. Ze werd er ook een van de vaste televisiereporters voor het Eén-reismagazine Vlaanderen Vakantieland en nam in 2009 een tijdje de presentatie ervan over toen Saartje Vandendriessche met zwangerschapsverlof was. Voorts was ze er in het seizoen 2009-2010 kandidate in het populaire quizprogramma De Slimste Mens ter Wereld.
Eind mei 2013 verliet Van Tielen op eigen initiatief de VRT, om vanaf dat najaar tijdlang te gaan presenteren op de televisiezender JUST. In 2015 werd ze nieuwsanker voor de regionale televisiezender RTV, een job die ze voor het laatst op 14 november 2019 vervulde. Daarna werd haar naam in alle stilte van de ankerlijst van RTV verwijderd.
Vanaf december 2016 vertolkte Van Tielen als Amélie De Wulf een vaste rol in de VTM-soap Familie, en dat deed ze vijf seizoenen lang.
Eerder was ze al te zien in de langspeelfilms Frits & Freddy en Zot van A. en in een terugkerende gastrol in de misdaadserie Crimi Clowns.
Vanaf 20 januari 2019 is Erika Van Tielen ambassadeur van Sportpret vzw, een organisatie die zich inzet om sport- en spelactiviteiten te organiseren voor kansarme kinderen.

## Persoonlijk
Van Tielen is moeder van twee zonen, geboren in 2011 en 2014. Haar zus Heidi Van Tielen is tevens een bekende Vlaamse radio- en televisiepresentatrice.

## Filmografie
Van Tielen begon met acteren in 2010. Hieronder een overzicht van haar rollen:
- En Daarmee Basta! (2007) - als Lila
- Zot van A. (2010) - als stewardess
- Frits & Freddy (2010) - als Kim
- Crimi Clowns (2014, 2017) - als verpleegster
- Familie (2016-2021) - als Amelie De Wulf
- Patser (2018) - als nieuwsanker
- Milo (2024-2025) - als Roxanne Rasschaert
- 2DEZIT (2024) - als Ellis
- De Kotmadam (2024) - als Lut

Huidig (anno 2023):
Ulrike D'hauwer · Liam D'hert · Dorothee Dauwe · Tom De Cock · Jana De Wilde · Vincent Fierens · Yoren Linsen · Maxine Janssens · Nils Melckenbeeck · Loore Nelen · Regi Penxten · Jolien Roets · Emma Salden · Jan Thans · Maarten Vancoillie · Matthias Vandenbulcke · Paulien Van der Jeugt · Naomi Vanderpoorten · Vincent Vangeel · Liam Van Haverbeke · Dimitri Wouters
Voormalig (2001–2023):
Dorianne Aussems (2013–2014) · Rik Boey (2010–2013, 2015–2017) · Born (2015–2017) · Herbert Bruynseels (2001–2009) · Anke Buckinx (2007–2016) · Bab Buelens (2020) · Armin van Buuren (2021–2022) · Marcia Bwarody (2013–2017) · Joren Carels (2018–2020) · Séverine Champeaux (2013–2015) · Sam De Bruyn (2015–2020) · Erwin Deckers (2001–2008) · Jolien De Greef (2015) · Anneke De Keersmaeker (2002) · Felice Dekens (2011–2022) · Frederika Del Nero (2011–2012) · Nathalie Delporte (2001–2014) · Serge De Marre (2004–2015) · Eline De Munck (2012–2014) · Bart-Jan Depraetere (2001–2019) · Dries De Vis (2019–2020) · Inge De Vogelaere (2017–2020) · Sean Dhondt (2015–2023) · Elien D'hooge (2019–2021) · Yasmina El Messaoudi (2014–2015) · Evi Geysels (2010–2018) · Elizabeth Gesels (2016) · Violette Goemans (2015–2017) · Jenno Hallaert (2012–2015) · Wine Lauwers (2011–2019) · An Lemmens (2015–2019) · Kris Mannaerts (2006–2011) · Kristin Moers (2002–2003) · Marie Monballiu (2014–2021) · Sarah Mylle (2016–2020) · Johan Notebaert (2001–2002) · Wim Oosterlinck (2006–2020) · Sven Ornelis (2001–2016) · Hans Otten (2002–2003) · Xander Peeters (2011–2013) · Astrid Philips (2011–2014) · Elke Plancke (2012–2013) · Jarne Ponet (2023) · Alexandra Potvin (2001–2009) · Jarne Rediers (2021-2023) · Kürt Rogiers (2008–2015) · Thomas Rottier (2021-2023) · Carl Schmitz (2001–2014) · Elias Smekens (2013–2018) · Kenny Smet (2006–2011) · Toon Smet (2015–2018) · Sara Steegen (2011–2012) · Kenneth Stevens (2006–2016) · Loïc Thaler (2015-2016, 2018-2022) · Shalini Van den Langenbergh (2014–2018) · Julie Van den Steen (2021) · Joke van de Velde (2013–2015) · Elke Vanelderen (2005–2006) · Arne Vanhaecke (2015–2016) · Maureen Vanherberghen (2016–2023) · Elke Van Mello (2008–2010) · Francesca Vanthielen (2001–2002) · Erika Van Tielen (2006–2008) · Heidi Van Tielen (2015–2018) · Bjorn Verhoeven (2001–2012) · Peter Verhoeven (2001–2018) · Steffi Vertriest (2013–2015) · Kristien Wollants (2018–2020)
Huidig (anno 2025):
Lee Arrendell · Thomas De Smet · Nona 't Jolle · Nidal van Rijn · Emma Vanthielen
Voormalig (1997–2024):
Jelle Cleymans (2002–2007) · Staf Coppens (1999–2004) · Karolien Debecker (2006–2009) · Veerle Deblauwe (2003–2006) · Sam De Bruyn (2009) · Niels Destadsbader (2009–2014) · Ianka Fleerackers (1998–2001) · Tom Gernaey (2006) · Sander Gillis (2012–2023) · An Jordens (1998–2005) · Melvin Klooster (2006–2012) · Heidi Lenaerts (2006–2007) · Friedl' Lesage (1997–1998) · Charlotte Leysen (2011–2019) · Véronique Leysen (2009–2013) · Kristien Maes (2007–2012) · Gloria Monserez (2020-2024) · Sarah Mouhamou (2014-2025) · Leonard Muylle (2012–2018) · Sven Ornelis (1997–1999) · Peter Pype (2004–2012) · Ben Roelants (2009) · Mark Tijsmans (1997–2002) · Héritier Tipo (2022–2024) · Thomas Van Achteren (2015–2022) · Katrien Van Deuren (1998–1999) · Peter Van de Veire (1997–2002) · Steven Van Herreweghe (1997–2002) · Kobe Van Herwegen (2006–2011) · Ilse Van Hoecke (1998–2004) · Gitte Van Hoyweghen (1997–2001) · Britt Van Marsenille (2004–2008) · Sofie Van Moll (2001–2007) · Erika Van Tielen (2003–2006) · Henk Vermeulen (1998–2004) · Aron Wade (1998–2003) · Sien Wynants (2012–2022)